# Major League Soccer 1999
La temporada 1999 de la Major League Soccer fue la 4.ª edición de la primera división del fútbol de los Estados Unidos. El campeón fue el D.C. United que logró su tercera MLS Cup derrotando en la final ante Los Angeles Galaxy por 2-0.

## Tabla de posiciones

### Conferencia Este
| Pos. | Equipos                | PJ | G  | Pen. | P  | GF | GC | Dif. | Pts. |
| ---- | ---------------------- | -- | -- | ---- | -- | -- | -- | ---- | ---- |
| 1    | D.C. United            | 32 | 23 | <6   | 9  | 65 | 43 | +22  | 57   |
| 2    | Columbus Crew          | 32 | 19 | <6   | 13 | 48 | 39 | +9   | 45   |
| 3    | Tampa Bay Mutiny       | 32 | 14 | <5   | 18 | 51 | 50 | +1   | 32   |
| 4    | Miami Fusion           | 32 | 13 | <5   | 19 | 42 | 59 | -17  | 29   |
| 5    | New England Revolution | 32 | 12 | <5   | 20 | 38 | 53 | -15  | 26   |
| 6    | MetroStars             | 32 | 7  | <3   | 25 | 32 | 64 | -32  | 15   |

     Clasifica a los playoffs. 

### Conferencia Oeste
| Pos. | Equipos             | PJ | G  | Pen. | P  | GF | GC | Dif. | Pts. |
| ---- | ------------------- | -- | -- | ---- | -- | -- | -- | ---- | ---- |
| 1    | Los Angeles Galaxy  | 32 | 20 | <3   | 12 | 49 | 29 | +20  | 54   |
| 2    | Dallas Burn         | 32 | 19 | <3   | 13 | 54 | 35 | +19  | 51   |
| 3    | Chicago Fire        | 32 | 18 | <3   | 14 | 51 | 36 | +15  | 48   |
| 4    | Colorado Rapids     | 32 | 20 | <6   | 12 | 38 | 39 | -1   | 48   |
| 5    | San Jose Clash      | 32 | 19 | <10  | 13 | 48 | 49 | -1   | 37   |
| 6    | Kansas City Wizards | 32 | 8  | <2   | 24 | 33 | 53 | -20  | 20   |

     Clasifica a los playoffs. 

### Tabla General
| Pos. | Equipos                | PJ | G  | Pen. | P  | GF | GC | Dif. | Pts. |
| ---- | ---------------------- | -- | -- | ---- | -- | -- | -- | ---- | ---- |
| 1    | D.C. United            | 32 | 23 | <6   | 9  | 65 | 43 | +22  | 57   |
| 2    | Los Angeles Galaxy     | 32 | 20 | <3   | 12 | 49 | 29 | +20  | 54   |
| 3    | Dallas Burn            | 32 | 19 | <3   | 13 | 54 | 35 | +19  | 51   |
| 4    | Chicago Fire           | 32 | 18 | <3   | 14 | 51 | 36 | +15  | 48   |
| 5    | Colorado Rapids        | 32 | 20 | <6   | 12 | 38 | 39 | -1   | 48   |
| 6    | Columbus Crew          | 32 | 19 | <6   | 13 | 48 | 39 | +9   | 45   |
| 7    | San Jose Clash         | 32 | 19 | <10  | 13 | 48 | 49 | -1   | 37   |
| 8    | Tampa Bay Mutiny       | 32 | 14 | <5   | 18 | 51 | 50 | +1   | 32   |
| 9    | Miami Fusion           | 32 | 13 | <5   | 19 | 42 | 59 | -17  | 29   |
| 10   | New England Revolution | 32 | 12 | <5   | 20 | 38 | 53 | -15  | 26   |
| 11   | Kansas City Wizards    | 32 | 8  | <2   | 24 | 33 | 53 | -20  | 20   |
| 12   | MetroStars             | 32 | 7  | <3   | 25 | 32 | 64 | -32  | 15   |

     MLS Supporters' Shield, Play-offs

     Play-offs.

## Postemporada
|  | Semifinales de conferencia | Semifinales de conferencia | Semifinales de conferencia | Semifinales de conferencia | Semifinales de conferencia |   |    | Finales de conferencia | Finales de conferencia | Finales de conferencia | Finales de conferencia | Finales de conferencia |  |   | MLS Cup     | MLS Cup | MLS Cup | MLS Cup | MLS Cup |  |
|  |                            |                            |                            |                            |                            |   |    |                        |                        |                        |                        |                        |  |   |             |         |         |         |         |  |
|  |                            |                            |                            |                            |                            |   |    |                        |                        |                        |                        |                        |  |   |             |         |         |         |         |  |
|  | E1                         | D.C. United                | 2                          | 0 (3)                      | -                          |   |    |                        |                        |                        |                        |                        |  |   |             |         |         |         |         |  |
|  | E1                         | D.C. United                | 2                          | 0 (3)                      | -                          |   |    |                        |                        |                        |                        |                        |  |   |             |         |         |         |         |  |
|  | E4                         | Miami Fusion               | 0                          | 0 (2)                      | -                          |   |    |                        |                        |                        |                        |                        |  |   |             |         |         |         |         |  |
|  | E4                         | Miami Fusion               | 0                          | 0 (2)                      | -                          |   | E1 | D.C. United            | 2                      | 1                      | 4                      |                        |  |   |             |         |         |         |         |  |
|  | Conferencia Este           |                            |                            |                            |                            |   | E1 | D.C. United            | 2                      | 1                      | 4                      |                        |  |   |             |         |         |         |         |  |
|  |                            |                            | E2                         | Columbus Crew              | 1                          | 5 | 0  |                        |                        |                        |                        |                        |  |   |             |         |         |         |         |  |
|  | E2                         | Columbus Crew              | E2                         | Columbus Crew              | 1                          | 5 | 0  | 2                      | 2                      | -                      |                        |                        |  |   |             |         |         |         |         |  |
|  | E2                         | Columbus Crew              |                            |                            |                            |   |    |                        |                        | -                      |                        |                        |  |   |             |         |         |         |         |  |
|  | E3                         | Tampa Bay Mutiny           | 0                          | 0                          | -                          |   |    |                        |                        |                        |                        |                        |  |   |             |         |         |         |         |  |
|  | E3                         | Tampa Bay Mutiny           | 0                          | 0                          | -                          |   |    |                        |                        |                        |                        |                        |  | E | D.C. United | -       | -       | 2       |         |  |
|  |                            |                            |                            |                            |                            |   |    |                        |                        |                        |                        |                        |  | E | D.C. United | -       | -       | 2       |         |  |
|  |                            |                            | O                          | Los Angeles Galaxy         | -                          | - | 0  |                        |                        |                        |                        |                        |  |   |             |         |         |         |         |  |
|  | O1                         | Los Angeles Galaxy         | O                          | Los Angeles Galaxy         | -                          | - | 0  | 3                      | 2                      | -                      |                        |                        |  |   |             |         |         |         |         |  |
|  | O1                         | Los Angeles Galaxy         |                            |                            |                            |   |    |                        |                        | -                      |                        |                        |  |   |             |         |         |         |         |  |
|  | O4                         | Colorado Rapids            | 0                          | 0                          | -                          |   |    |                        |                        |                        |                        |                        |  |   |             |         |         |         |         |  |
|  | O4                         | Colorado Rapids            | 0                          | 0                          | -                          |   | O1 | Los Angeles Galaxy     | 2                      | 2                      | 3                      |                        |  |   |             |         |         |         |         |  |
|  | Conferencia Oeste          |                            |                            |                            |                            |   | O1 | Los Angeles Galaxy     | 2                      | 2                      | 3                      |                        |  |   |             |         |         |         |         |  |
|  |                            |                            | O2                         | Dallas Burn                | 1                          | 3 | 1  |                        |                        |                        |                        |                        |  |   |             |         |         |         |         |  |
|  | O2                         | Dallas Burn                | O2                         | Dallas Burn                | 1                          | 3 | 1  | 2                      | 0                      | 3                      |                        |                        |  |   |             |         |         |         |         |  |
|  | O2                         | Dallas Burn                |                            |                            |                            |   |    |                        |                        | 3                      |                        |                        |  |   |             |         |         |         |         |  |
|  | O3                         | Chicago Fire               | 1                          | 4                          | 2                          |   |    |                        |                        |                        |                        |                        |  |   |             |         |         |         |         |  |
|  | O3                         | Chicago Fire               | 1                          | 4                          | 2                          |   |    |                        |                        |                        |                        |                        |  |   |             |         |         |         |         |  |
|  |                            |                            |                            |                            |                            |   |    |                        |                        |                        |                        |                        |  |   |             |         |         |         |         |  |

### MLS Cup '99
| 21 de noviembre de 1999 | D.C. United              | 2:0 (2:0) | Los Angeles Galaxy | Foxboro Stadium, Foxborough                             |                                                         |
|                         | Moreno 19' · Olsen 45+1' |           |                    | Asistencia: 44.910 espectadores Árbitro(s): Tim Weyland | Asistencia: 44.910 espectadores Árbitro(s): Tim Weyland |

|                                |
|                                |
| Campeón D.C. United 3.° título |

## Goleadores
| Jugador         | Equipo                 | Goles |
| --------------- | ---------------------- | ----- |
| Stern John      | Columbus Crew          | 18    |
| Roy Lassiter    | D.C. United            | 18    |
| Jason Kreis     | Dallas Burn            | 18    |
| Joe-Max Moore   | New England Revolution | 15    |
| Ronald Cerritos | San Jose Clash         | 15    |
| Ante Razov      | Chicago Fire           | 14    |
| Raúl Díaz Arce  | Tampa Bay Mutiny       | 13    |
| Musa Shannon    | Tampa Bay Mutiny       | 12    |
| Jeff Cunningham | Columbus Crew          | 12    |

## Premios y reconocimientos

### Jugador de la semana
| Semana    | Futbolista        | Equipo                 |
| --------- | ----------------- | ---------------------- |
| Semana 1  | Jason Kreis       | Dallas Burn            |
| Semana 2  | Ante Razov        | Chicago Fire           |
| Semana 3  | Ante Razov        | Chicago Fire           |
| Semana 4  | Matt Jordan       | Dallas Burn            |
| Semana 5  | Jason Kreis       | Dallas Burn            |
| Semana 6  | Ivan McKinley     | New England Revolution |
| Semana 7  | Jeff Cunningham   | Columbus Crew          |
| Semana 8  | Mark Chung        | MetroStars             |
| Semana 9  | Roy Lassiter      | D.C. United            |
| Semana 10 | Giovanni Savarese | New England Revolution |
| Semana 11 | Jason Kreis       | Dallas Burn            |
| Semana 12 | Jaime Moreno      | D.C. United            |
| Semana 13 | Joe-Max Moore     | New England Revolution |
| Semana 14 | Jorge Dely Valdés | Colorado Rapids        |
| Semana 15 | Stern John        | Columbus Crew          |
| Semana 16 | Jason Kreis       | Dallas Burn            |
| Semana 17 | Chris Klein       | Kansas City Wizards    |
| Semana 18 | Raúl Díaz Arce    | Tampa Bay Mutiny       |
| Semana 19 | Luboš Kubík       | Chicago Fire           |
| Semana 20 | Ariel Graziani    | Dallas Burn            |
| Semana 21 | Ben Olsen         | D.C. United            |
| Semana 22 | Manny Lagos       | Tampa Bay Mutiny       |
| Semana 23 | Giovanni Savarese | New England Revolution |
| Semana 24 | Eddie Lewis       | San Jose Clash         |
| Semana 25 | Brian McBride     | Columbus Crew          |
| Semana 26 | Jason Kreis       | Dallas Burn            |
| Semana 27 | Jason Kreis       | Dallas Burn            |

### Jugador del mes
| Mes        | Futbolista      | Equipo           |
| ---------- | --------------- | ---------------- |
| Marzo      | Ante Razov      | Chicago Fire     |
| Abril      | Musa Shannon    | Tampa Bay Mutiny |
| Mayo       | Roy Lassiter    | D.C. United      |
| Junio      | Jason Kreis     | Dallas Burn      |
| Julio      | Raúl Díaz Arce  | Tampa Bay Mutiny |
| Agosto     | Matt Jordan     | Dallas Burn      |
| Septiembre | Ronald Cerritos | San Jose Clash   |

### Equipo ideal de la temporada
| Pos. | Futbolista          | Equipo             |
| ---- | ------------------- | ------------------ |
| POR  | Kevin Hartman       | Los Angeles Galaxy |
| DEF  | Jeff Agoos          | D.C. United        |
| DEF  | Luboš Kubík         | Chicago Fire       |
| DEF  | Robin Fraser        | Los Angeles Galaxy |
| MED  | Chris Armas         | Chicago Fire       |
| MED  | Mauricio Cienfuegos | Los Angeles Galaxy |
| MED  | Marco Etcheverry    | D.C. United        |
| MED  | Eddie Lewis         | San Jose Clash     |
| MED  | Steve Ralston       | Tampa Bay Mutiny   |
| DEL  | Jason Kreis         | Dallas Burn        |
| DEL  | Jaime Moreno        | D.C. United        |

### Reconocimientos individuales
| Premio              | Ganador          | Equipo             |
| ------------------- | ---------------- | ------------------ |
| Jugador Más Valioso | Jason Kreis      | Dallas Burn        |
| Bota de Oro         | Jason Kreis      | Dallas Burn        |
| Entrenador del año  | Sigi Schmid      | Los Angeles Galaxy |
| Portero del año     | Kevin Hartman    | Los Angeles Galaxy |
| Defensa del año     | Robin Fraser     | Los Angeles Galaxy |
| Novato del año      | Jay Heaps        | Miami Fusion       |
| Gol del año         | Marco Etcheverry | D.C. United        |
| Fair Play           | Steve Ralston    | Tampa Bay Mutiny   |
| Árbitro del año     | Paul Tamberino   | Paul Tamberino     |